# Sea-Based X-Band Radar

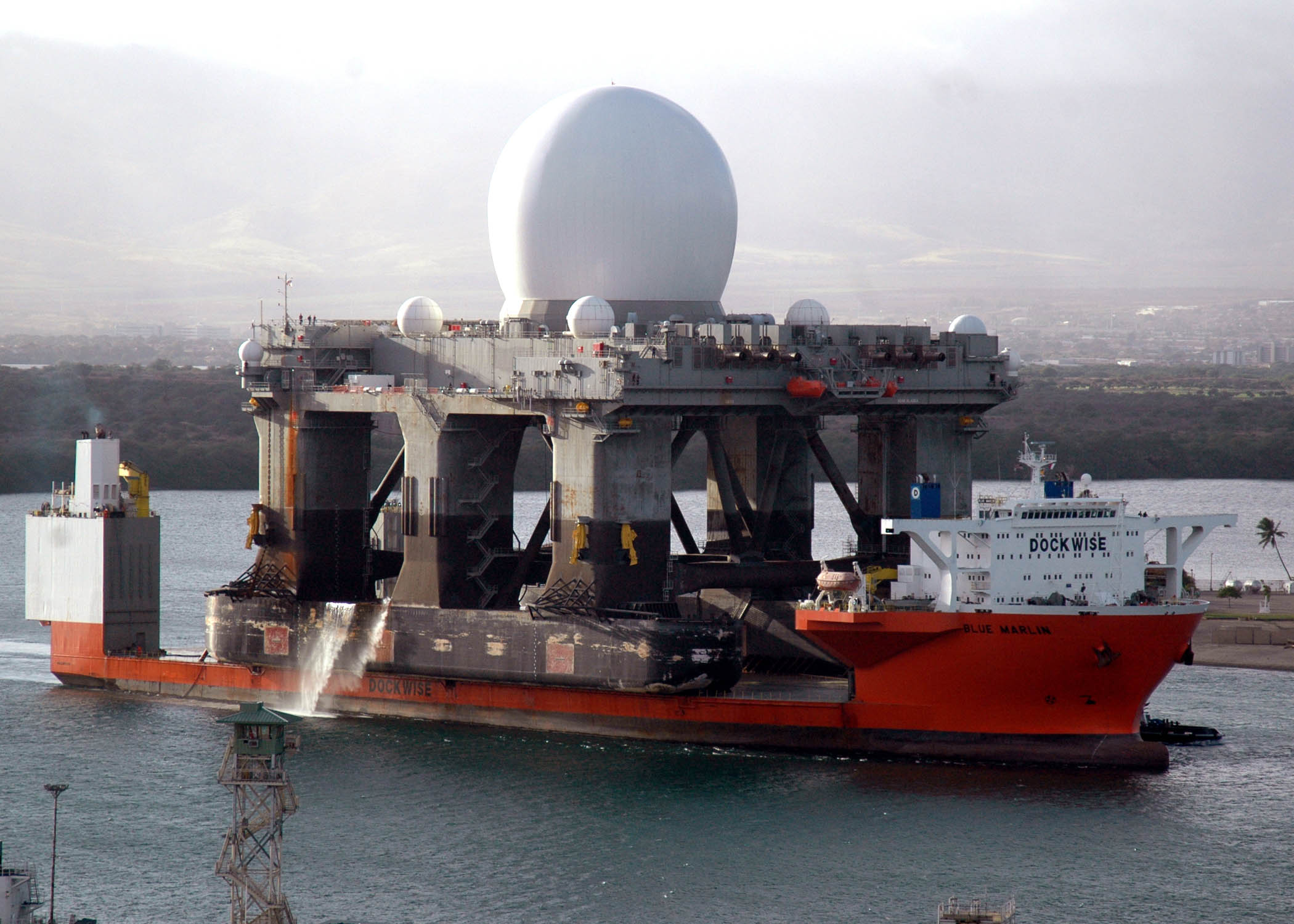
Sea-Based X-Band Radar läuft an Deck der Blue Marlin am 9. Januar 2006 auf dem Weg nach Adak Island, Alaska in Pearl Harbor ein.

Das Sea-Based X-Band Radar (SBX auch SBX-1) ist eine schwimmende, mobile, mit Eigenantrieb ausgestattete Radarstation, die auch bei starken Stürmen und hohem Seegang arbeiten kann. Sie ist Teil des Raketenabwehrsystems der Vereinigten Staaten (Ballistic Missile Defense System). Die IMO-Nummer der Plattform lautet 8765412, das Rufzeichen ist AAMD.
Das seegestützte X-Band-Radar ist auf einer in Norwegen konzipierten und in Russland gebauten, halb versenkbaren Ölbohrplattform mit Doppelhülle der fünften Generation vom Typ CS-50 montiert. Der Umbau der Plattform wurde von der AMFELS-Werft in Brownsville, Texas durchgeführt; die Radarkuppel wurde von der Kiewit Corporation in Ingleside, Texas konstruiert und auf die Plattform gebaut. Sie wird nahe Adak Island in Alaska  stationiert, kann aber im ganzen Pazifik eingesetzt werden, um angreifende ballistische Raketen, insbesondere Interkontinentalraketen („ICBM“), aufzuspüren.

## Aufbau und Nutzung

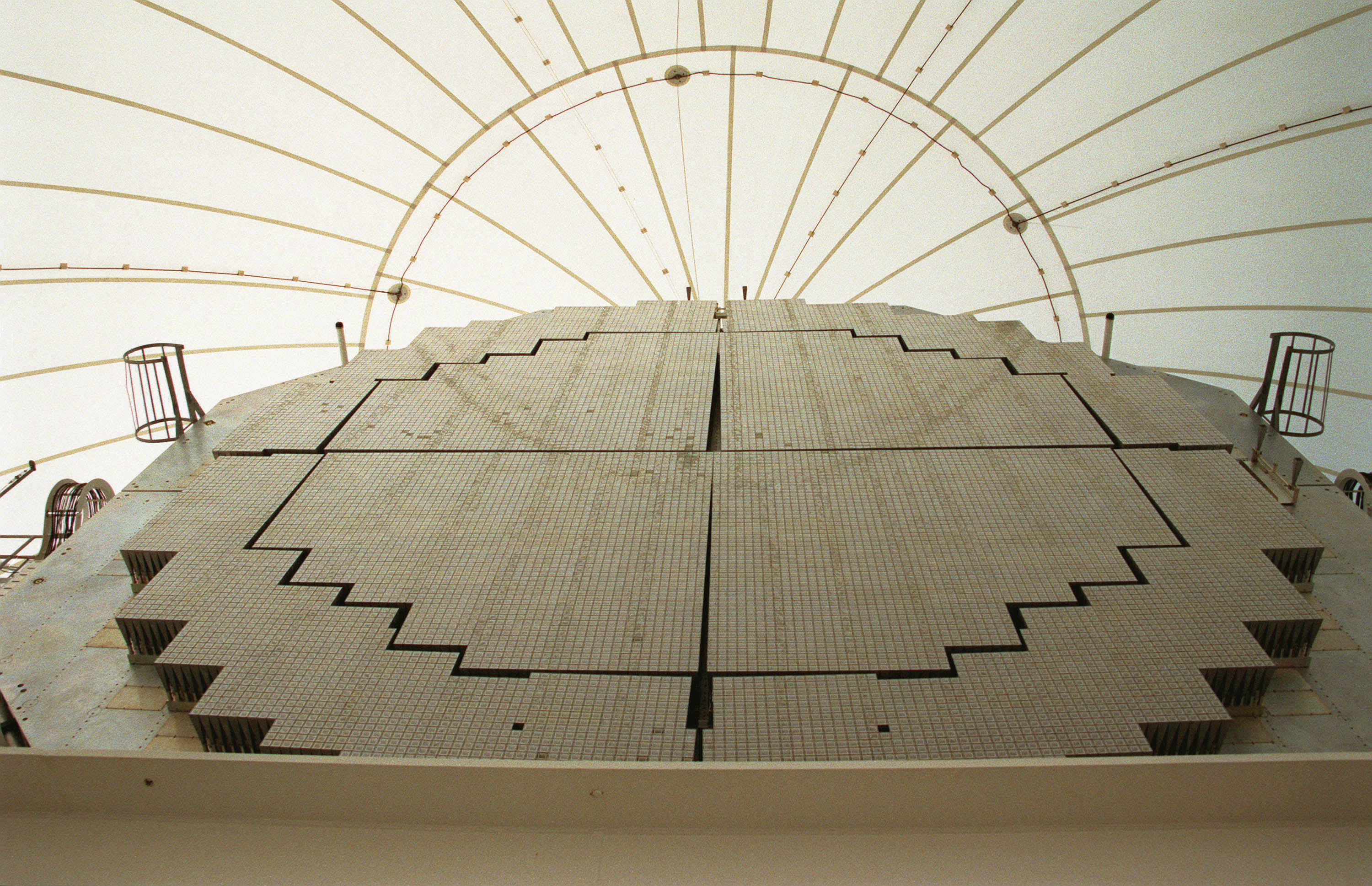
Blick auf die AESA-Antenne im Inneren der Radarkuppel

Die Plattform ist Teil des „GMD“ (Ground-Based Midcourse Defense) der Missile Defense Agency (MDA). Da sie seegestützt ist, kann sie dorthin gebracht werden, wo sie für den Ausbau der Verteidigung gegen Raketenangriffe am dringendsten gebraucht wird. Die Hauptaufgabe der SBX wird die Unterscheidung gegnerischer Gefechtsköpfe von ebenfalls bei einem Angriff ausgesandten Attrappen sein sowie eine präzise Verfolgung der Flugbahn der identifizierten Gefechtsköpfe.
Die Plattform hat viele kleine Radarkuppeln für Kommunikationszwecke und eine große zentrale Kuppel, die ein 2400 Tonnen schweres X-Band AESA-Radar umschließt. Dieses Radar hat auf einer Fläche von 384 Quadratmetern, davon 248 Quadratmeter reine Antennenfläche, deutlich über 45.000 Sende-/Empfangs-Module, die in einer weiträumigen Konfiguration angeordnet sind, die die Zielerkennungs- und Zielverfolgungsaufgaben mit sehr langer Reichweite des GMD für die mittleren Flugphasen von Interkontinentalraketen unterstützen soll. Das Radar hat über ein Megawatt elektrische Leistung. Es deckt durch mechanische und elektronische Ausrichtung in der Vertikalen einen Sektor von 2 bis 90 Grad ab, in der Horizontalen einen Bereich von ±270 Grad.
Das verwendete Radarsystem ist aus dem Aegis-Kampfsystem entwickelt worden und ist Teil des mehrstufigen BMDS-Programms (Ballistic Missile Defense) der MDA. Ein wichtiger Unterschied zu Aegis ist die Verwendung des X-Band-Frequenzbereichs (Aegis benutzt S-Band, das Patriot-System C-Band). Das Radar wurde von Raytheon Integrated Defense Systems für Boeing, den Haupt-Kontraktor des MDA-Projekts, entwickelt und gebaut.
Der Direktor des MDA, Lieutenant General Trey Obering, gibt an, dass das SBX ein Objekt von der Größe eines Baseballs von der Chesapeake Bay aus im 2900 Meilen (ca. 4667,1 Kilometer) entfernten San Francisco verfolgen kann.
Das Radar wird auch den Antiraketen-Einsatz von in Alaska und Kalifornien stationierten Raketen leiten sowie von ortsnahen Marine-Gefechtseinheiten.
Die Plattform wurde als Moss Sirius auf der Vyborg-Schiffswerft in Russland für Moss Maritime (heute Teil der zur italienischen Eni gehörenden Saipem-Offshore-Gesellschaft) gebaut und gehört zum Typ CS-50. Sie wurde für das SBX-Projekt von Boeing gekauft, mit einem Schiffsantrieb, Energieversorgung und Mannschaftsquartieren auf der AMFELS-Werft in Brownsville versehen und auf der Kiewit-Werft in Ingleside mit dem Radar ausgerüstet.
Dieses erste SBX-System wird auf der Adak Island, einem Teil der Aleuten, stationiert und kann dort anfliegende Raketen aus Nordkorea und China erkennen, kann aber auch im ganzen pazifischen Raum eingesetzt werden. Der Name der Plattform, SBX-1, deutet an, dass weitere in Planung sind. Drei weitere CS-50-Plattformen waren Anfang 2007 auf der Sewmasch-Werft in Russland im Bau; es ist aber nicht bekannt, ob sie im Auftrag der Vereinigten Staaten oder anderer Kunden hergestellt werden.
Am 20. März 2007 erfasste die SBX-1 erfolgreich einen (nicht scharfen) Gefechtskopf einer Interkontinentalrakete, der von der Vandenberg Air Force Base in Kalifornien zum Kwajalein-Atoll abgefeuert wurde.
Anfang April 2013 berichtete CNN, dass das SBX-1-System zur Beobachtung von Nordkorea in Marsch gesetzt worden sei.

## Daten
- Plattformlänge: 116 Meter (380 Fuß)
- Plattformhöhe: 85 Meter (280 Fuß) von Kiel bis zur Spitze der Radarkuppel
- Kosten: 900 Millionen  Dollar
- Crew: Ungefähr 75 Personen, zumeist Zivilisten
- Radarreichweite: Geheim, wahrscheinlich aber 5000 Kilometer gegen Interkontinentalraketen.

## Bilder

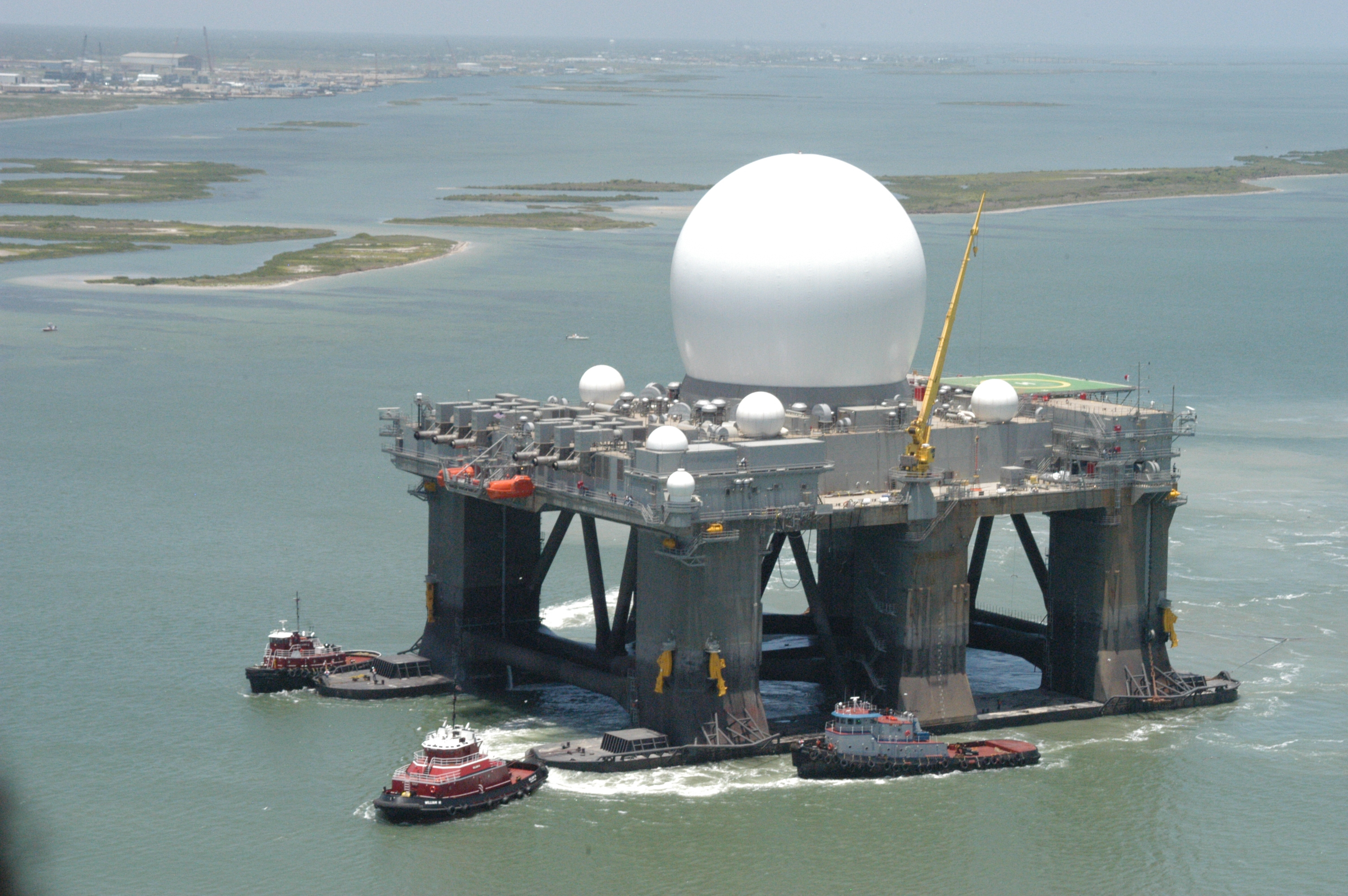
SBX-1 (2006)
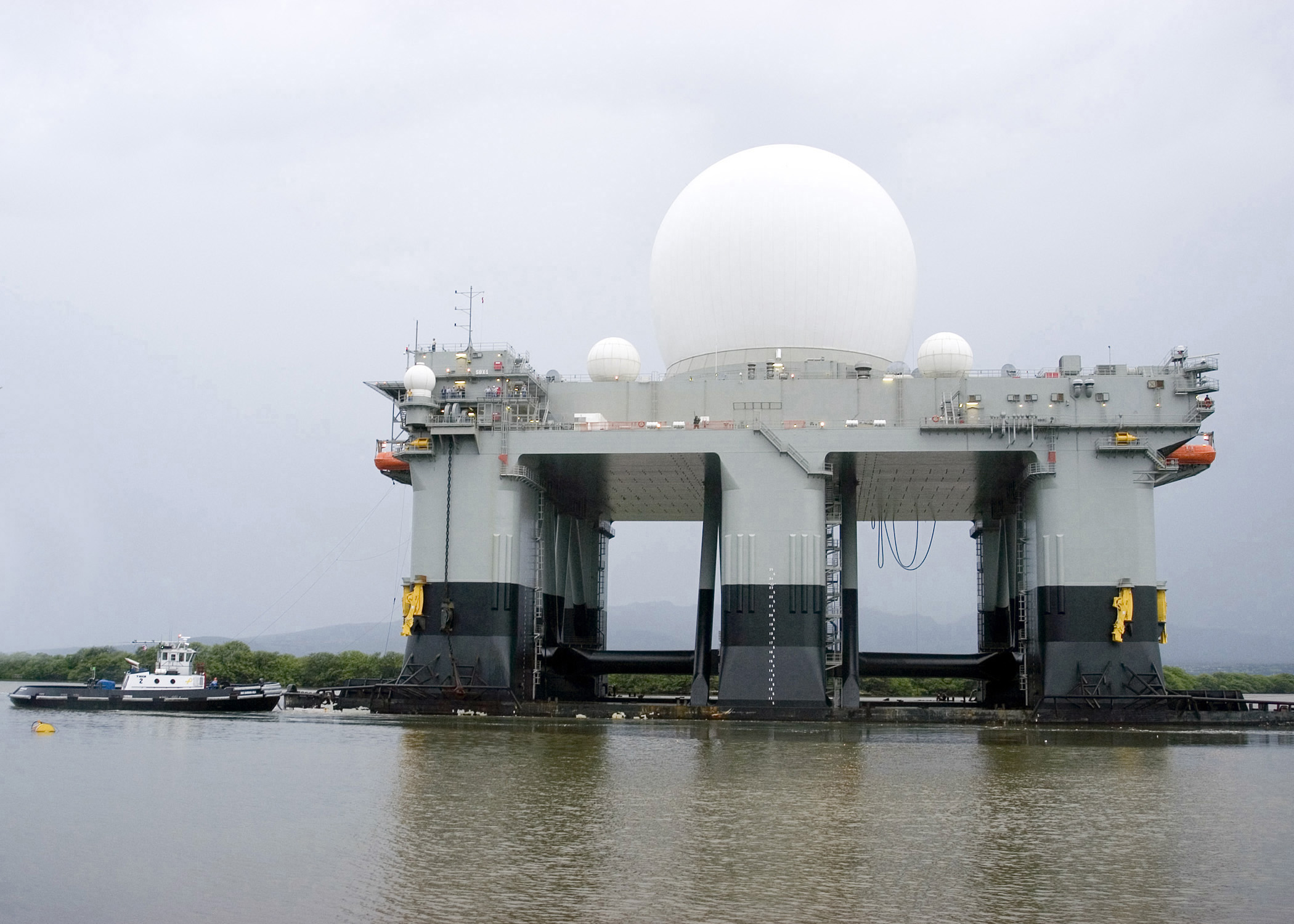
SBX-1 beim Auslaufen aus Pearl Harbor im September 2006
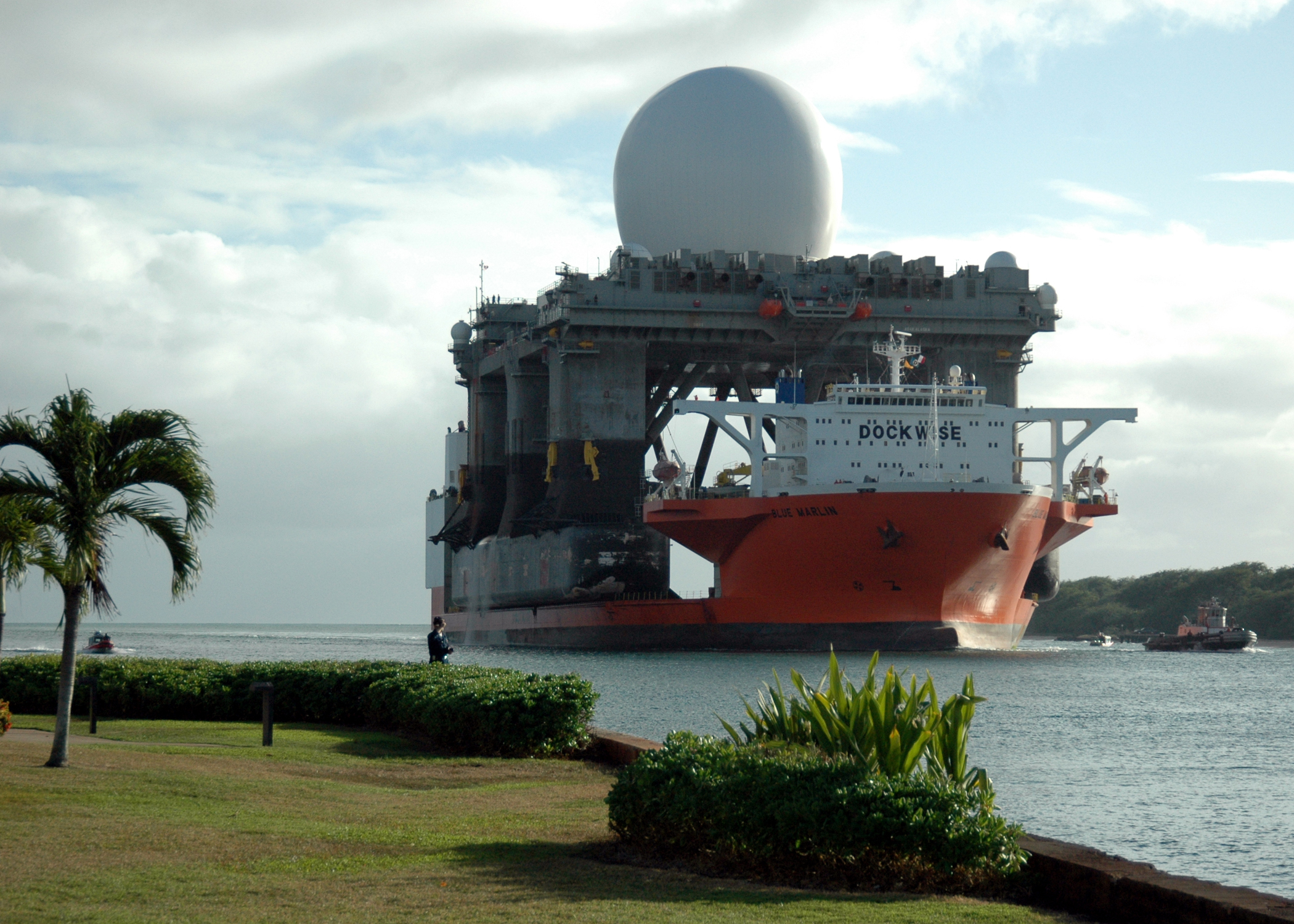
SBX-1 beim Einlaufen in Pearl Harbor im Januar 2006
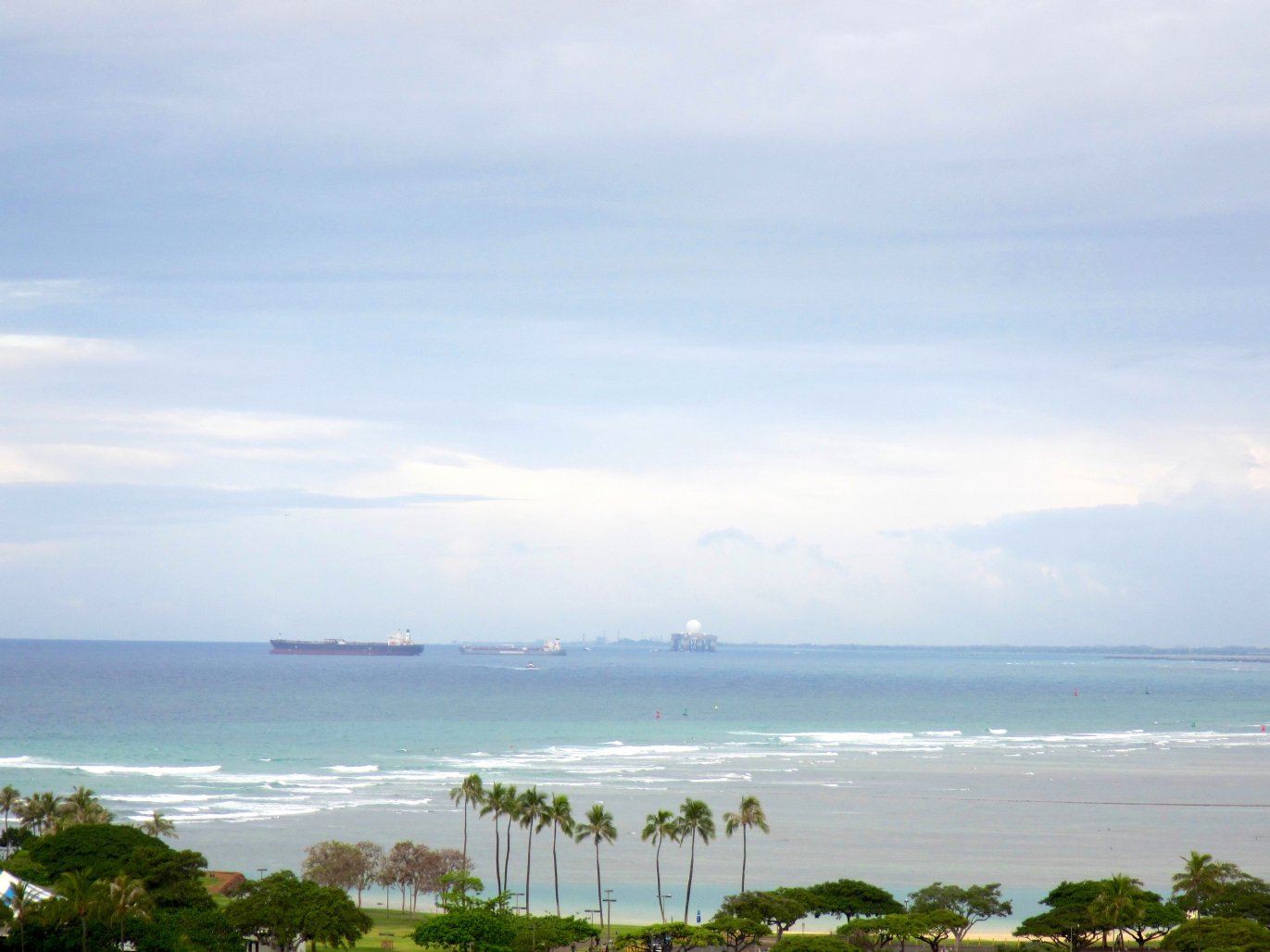
SBX-1 beim Auslaufen aus Pearl Harbor im März 2013